# Zażartka żółtobrzeżka
Artykuł ten został zgłoszony do umieszczenia na stronie głównej w rubryce „Czy wiesz”.
Pomóż nam go sprawdzić: oceń zgłoszoną nominację.
Zażartka żółtobrzeżka (Himacerus major) – gatunek pluskwiaka z podrzędu różnoskrzydłych, rodziny zażartkowatych i podrodziny Nabinae. Zamieszkuje Europę, Afrykę Północną oraz zachodnią część Azji, a ponadto zawleczony został do nearktycznej części Ameryki.

## Taksonomia
Gatunek ten opisał w 1842 roku Achille Costa na łamach „Esercitazioni Accademiche degli Aspiranti Naturalisti” pod nazwą Nabis major. Jako miejsce typowe wskazano Palermo na Sycylii. W 1968 roku Izjasław Kierżner ustanowił go gatunkiem typowym nowego rodzaju Anaptus, któremu potem obniżono rangę do podrodzaju.

## Morfologia
Pluskwiak o ciele długości od 7,5 do 9,5 mm, krępym, w zarysie z prawie równoległymi bokami, z wierzchu prawie płaskim.
Głowa ma oczy położone dość blisko przedniej krawędzi przedtułowia i rozstawione na dystans większy od ich szerokości, a skronie stosunkowo zaokrąglone, skośnie ku tyłowi zbieżne. Czułki są krótsze od ciała, o pierwszym członie krótszym od głowy, a drugim krótszym od przedtułowia.
Poprzeczna bruzda dzieli przedplecze na wąską część przednią i szerszą część tylną; ta pierwsza jest lekko połyskująca i ma trzy brunatnoczarne do czarnych pasy podłużne, ta druga ma owe pasy brunatne i niekiedy słabo zaznaczone. Tylne kąty przedplecza są skośnie ścięte. Występują niemal wyłącznie osobniki długoskrzydłe, o przykrywających cały odwłok półpokrywach. Ubarwienie półpokryw jest szarobrunatne z ciemniejszym wierzchołkiem i jaśniejszym paskiem wzdłuż zewnętrznej krawędzi dochodzącym do połowy ich długości. Zakrywka cechuje się brakiem ciemniejszych kropek na żyłkach. Odnóża pierwszej i drugiej pary mają zgrubiałe uda o łukowatych brzegach górnych. Barwa ud jest żółtobrązowa z ciemniejszymi paskami poprzecznymi i formującymi szeregi punktami, w przypadku pary pierwszej także z ciemnym pasem przy górnym brzegu, a w przypadku pary ostatniej z ciemną obrączką u wierzchołka.
Odwłok ma listewkę brzeżną uniesioną ku górze, niewydzieloną od spodu bruzdą, ubarwioną bladożółto. Przy bocznych brzegach sternitów leży szereg błyszczących kropek.

## Ekologia i występowanie

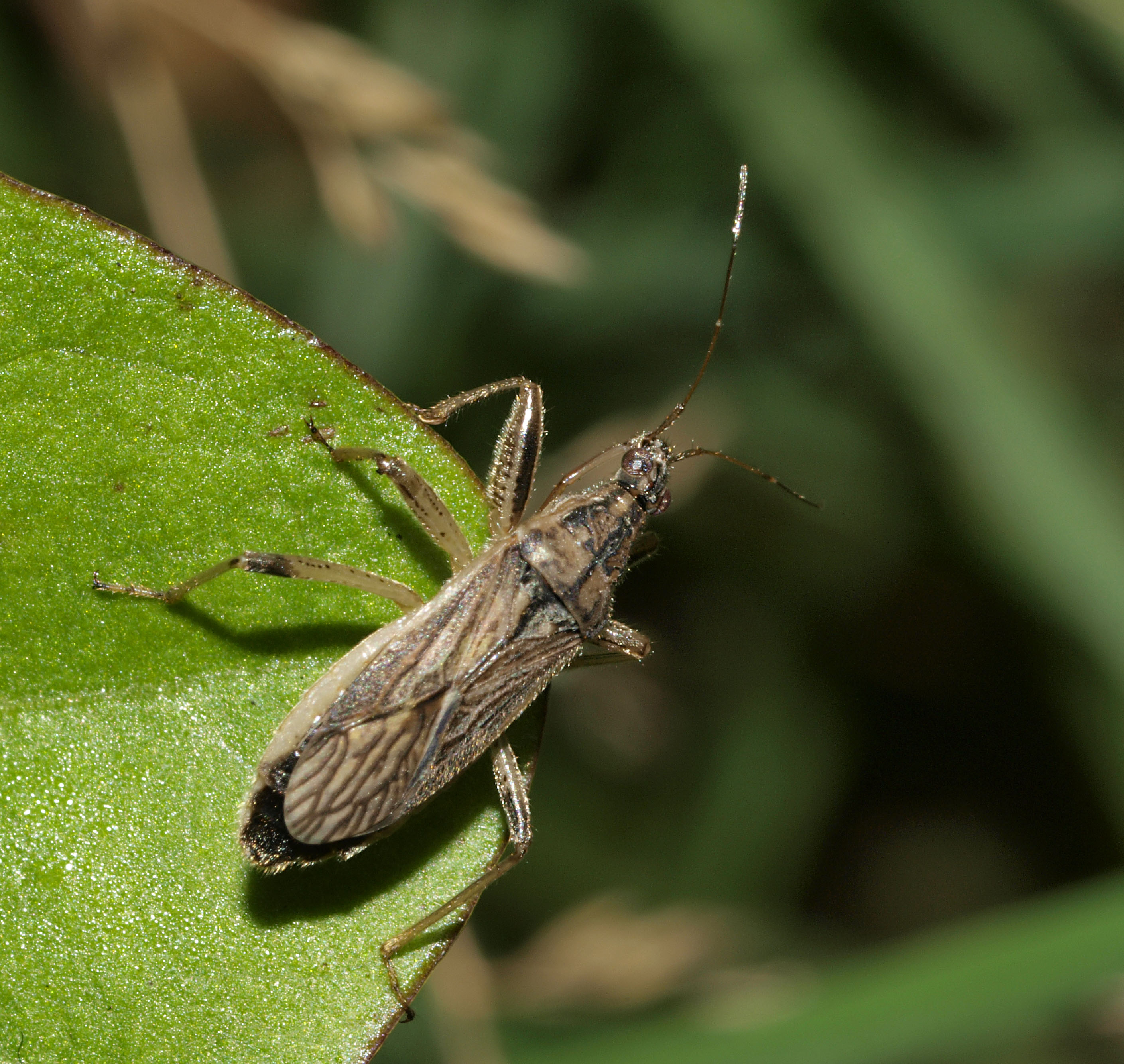
Imago w środowisku naturalnym

Owad ten zasiedla stanowiska trawiaste o różnorodnym poziomie wilgotności, w tym śródlądowe i nadmorskie wydmy oraz solniska. Poluje na drobne bezkręgowce, w tym mszyce i roztocze. Aktywny jest nocą, dzień zaś spędza ukryty w ściółce, kępach traw i na spodzie liści.
Zimowanie ma miejsce w stadium jaja. Larwy lęgną się w kwietniu lub maju i spotkać je można do jesieni. Stadiów larwalnych jest pięć. Osobniki dorosłe występują od czerwca do października lub listopada.
Gatunek pierwotnie palearktyczny należący do kaspijsko-atlantyckiego elementu faunistycznego. W Europie znany jest z Portugalii, Hiszpanii, Irlandii, Wielkiej Brytanii, Francji, Belgii, Holandii, Luksemburga, Niemiec, Szwajcarii, Austrii, Włoch, Malty, Danii, Szwecji, Polski, Czech, Ukrainy, Słowenii, Chorwacji, Serbii, Grecji oraz południa europejskiej części Rosji. W Afryce Północnej wykazany został z Wysp Kanaryjskich i Maroka. W Azji podawany jest z Cypru, Izraela i Iranu. Ponadto zawleczony został do nearktycznej Ameryki Północnej, gdzie notowany jest z terenu Stanów Zjednoczonych i Kanady.